# 市民ネットワーク千葉県
市民ネットワーク千葉県（しみんネットワークちばけん）は千葉県にある地域政党である。「生活クラブ生活協同組合」の生活クラブ運動から派生した。

## 概要
1986年、野田市に野田ネットが初の議員を当選させ、県内各地にネット（地域ネット）が広がった。そして、その地域ネットの連携組織として、1993年に市民ネットの前身である代理人ネットワーク千葉県が発足した。1996年に「市民ネットワーク・千葉県」に名称を改正し、2005年から「市民ネットワーク千葉県」。
1986年に野田市で最初の議員が誕生、1991年の第12回統一地方選挙で10名、1995年の第13回統一地方選挙で15名、1999年の第14回統一地方選挙で17名、2003年の第15回統一地方選挙で23名の議員を擁した。

## 党史
- 1986年 野田ネットが発足。野田市で初めての議員が当選[1]
- 1987年 佐倉市、浦安市、柏市にネットが発足[1]
- 1990年 千葉市、市原市、木更津市、松戸市にネットが発足[1]
- 1993年 各ネットが連携して「代理人ネットワーク千葉県」設立[1]
- 1995年 四街道市にネット設立[1]
- 1996年 「市民ネットワーク・千葉県」に名称改正[1]
- 1999年 第14回統一地方選挙で、千葉市美浜区から初めての県議が当選[1][2]
- 2001年 県知事選挙で天野外支子事務局長が選対事務局長を務めた堂本暁子が初当選。
- 2002年 船橋市にネット設立[1] 参議院議員千葉県選挙区補欠選挙で若井康彦を民主党、自由党、社民党などと応援したが[3]落選。
- 2003年 第15回統一地方選挙の県議選では堂本知事を支持する姿勢を示して5人を擁立、美浜区から出馬した現職は落選、佐倉市、市原市で合計2名が当選した[4]。君津市、袖ケ浦市でネットが発足[1]
- 2005年 「市民ネットワーク千葉県」に名称変更
- 2006年 市川市にネット設立[1]
- 2009年 8月30日投票の第45回衆議院議員総選挙では小選挙区で田嶋要、村越祐民、生方幸夫、松崎公昭、奥野総一郎、中後淳、若井康彦、比例南関東ブロックでは社民党を推薦した[5]。10月25日投票の千葉市稲毛区補欠選挙（定数2）に候補を擁立したが落選[6][7]
- 2011年 第17回統一地方選挙で県議選に4人、千葉市議選に新人5人を含む6人を擁立[8]、県議に2名[9]、千葉市議に2名が当選[10]。
- 2015年 第18回統一地方選挙で県議選に現職2人、千葉市議選に新人5人を擁立し、県議に2名、千葉市議に2名が当選[11]。
- 2019年 第19回統一地方選挙で県議選に新人1人、千葉市議選に現職2人、佐倉市議選に新人2人、現職1人を無所属推薦候補として擁立し、県議に1名、千葉市議に2名、佐倉市議に2名・無所属1名が当選
- 2023年 第20回統一地方選挙で県議選に新人1人、千葉市議選に新人3人、佐倉市議選に現職2人、元職1人を擁立し、県議に1名、千葉市議に1名、佐倉市議に3名が当選

## 政策
- 自衛隊海外派遣の中止、戦力の縮小を求める
- 航空自衛隊が保有する弾道ミサイル防衛システムパトリオットミサイル(PAC3)への反対[12][13]。千葉県への「中央即応集団」配備、横須賀への原子力空母配備、座間での米軍と自衛隊の統合運用に反対
- 八ッ場ダム建設事業などに反対[5]
- 在日外国人参政権などの市民としての権利を保障
- ジェンダーに気付くことのできる、年齢に応じた性教育・人権教育を進める、教育の場の女性管理職を増やす

## 活動
- 2003年11月16日 習志野駐屯地に対して、『陸上自衛隊習志野駐屯地に対する「イラク派遣反対」の要請行動』（抗議活動）を行い、『自衛隊のイラク派遣の中止を求める要請文』をハンドマイクで読み上げ、同駐屯地広報担当者に手渡した[14]。
- 2004年4月18日 習志野駐屯地に対して、百万人署名運動・シビックアクション千葉など他団体と共に『テロ・ゲリラ対応部隊「特殊作戦群」が新設されたことに対する抗議行動』を行い、同駐屯地当直指令に申し入れ書を手渡した[15]。
- 2008年8月3日 習志野駐屯地に対して、『弾道ミサイル防衛システム パトリオットミサイル(PAC3)を習志野駐屯地から防衛省に移動して訓練を行ったことに対する抗議活動』を行い、対応した自衛官に対し抗議文を読み上げた[16]。
- 2009年4月2日 北朝鮮によるミサイル発射が迫るなか、防衛省が自衛隊のパトリオットミサイル(PAC3)部隊を展開にさせたことに対して同省へ抗議活動を行い、『ミサイル防衛反対要請文』を提出した。4月5日 習志野駐屯地（習志野分屯基地）に対して、『北朝鮮の「人工衛星」発射に対してミサイル防衛が発動されたことに抗議する』抗議活動と申し入れを行った[17]。
- 2009年5月18～21日 韓国を訪問して、韓国挺身隊問題対策協議会・安重根義士記念館・西大門刑務所歴史館などを見学、日本大使館前で行われている『水曜デモ』に参加した[18][19]。

## 他党との関係
- 第45回衆議院議員総選挙において、民主党千葉県総支部連合会と『2008年度衆議院選挙における民主党候補者推薦にあたっての協定書』を締結して、民主党を推薦した[20]。
- 第46回衆議院議員総選挙において、比例区で日本未来の党と社民党を推薦した[21]。
- 第47回衆議院議員総選挙において、小選挙区で民主党の一部候補を、比例区で社民党を推薦した[22]。
- 第48回衆議院議員総選挙において、小選挙区で立憲民主党の一部候補を推薦した[23]。

## 党勢
2023年5月1日現在、千葉県および県内各市で1人の県議（佐倉市・酒々井町）と5人の市議を擁している。各市の人数は以下の通り。
- 千葉県議会 1人[10]。
- 野田市議会 1人[24]
- 佐倉市議会 3人[24]

## 地域ネット
2025年4月1日現在、議員を擁しないネットを含めると、以下の地域ネットが存在する。
- 市民ネットワーク・のだ
- 市民ネットワーク・かしわ
- 市民ネットワーク・ふなばし
- さくら・市民ネットワーク
- よつかいどう市民ネットワーク
- 市民ネットワークちば
- 市民ネットワーク中央
- 市民ネットワークみはま
- 市民ネットワーク花見川
- 市民ネットワークわかば
- きさらづ市民ネットワーク